# John Houlding
 (avril 2021).
Si vous disposez d'ouvrages ou d'articles de référence ou si vous connaissez des sites web de qualité traitant du thème abordé ici, merci de compléter l'article en donnant les références utiles à sa vérifiabilité et en les liant à la section « Notes et références ».
John Houlding (né en août 1833 à Liverpool - mort le 17 mars 1902 à Nice) était un homme d'affaires de la fin du XIXe siècle. 

## Biographie
Il possédait une brasserie qu'il a quitté pour une somme d'argent importante, qui le laissa dans une situation financière confortable pour le reste de sa vie. Il a été élu au conseil municipal de Liverpool en tant que conservateur, représentant des quartiers d'Everton, avant d'être nommé maire en 1897. Sa contribution majeure, cependant, est de fonder le Liverpool Football Club en 1892. Houlding a également été membre de l'Ordre orangiste.
En 1882, un arrêt force Everton à jouer leurs matchs sur un terrain clos, après avoir joué sur le parc public du Parc Stanley. Une réunion s'est tenue au Sandon Hotel à Everton, détenu par Houlding, et a conduit Everton FC à louer un terrain à Priory Road. Lorsque le propriétaire de ce domaine leur a demandé de partir, Houlding obtenu un nouveau terrain à Anfield Road, en payant une rente faible à John Orrell (en), un autre brasseur. Le premier match de football à Anfield a été le 28 septembre 1884 lorsque Everton a battu Earlstown 5-0. 
Everton FC prospéra à Anfield; des tribunes ont été érigés, les chiffres de fréquentation atteint 8 000 par match, et Everton est devenu l'un des membres fondateurs de la Football League en 1888. Toutefois, Houlding commence à déranger le club, il a augmenté le prix sur le prêt du terrain au club et les joueurs ont été contraints à utiliser le Sandon pour se changer, à la fois avant et après les matchs. 
En 1891, John Orrell menaça de se retirer de la location d'Anfield Road. Houlding répondit en suggérant qu'il pouvait former une société à responsabilité limitée et acheter le terrain. Orrell, disposé à vendre, et Houlding, propriétaire des terres adjacentes à Anfield Road, attendent la création de la nouvelle société à responsabilité limitée pour la transaction du terrain. 
Beaucoup de membres du club d'Everton ont accusé Houlding de tenter de réaliser des profits au détriment du club. Les 279 membres du club se sont réunis en janvier 1892 pour discuter de la question. Après une autre réunion le 15 mars 1892, le club décida de quitter Anfield et d'acheter un nouveau terrain. Ils ont acheté le Goodison Park, sur le côté nord du parc Stanley, pour 8 000£. 
Houlding et Orrell ont été laissés avec un terrain de football vide. Houlding estima que  dans cette situation, il faudrait fonder un nouveau club de football. Le Liverpool Football Club est créé et joue son premier match sur le terrain d'Anfield le 1er septembre 1892 contre le Rotherham Town, Liverpool « l'équipe des Mac » (acquis de la Ligue écossaise de football des joueurs écossais grâce au manager John McKenna) triompha 7-1.